# Punxonament (construcció)
El  punxonament  és un esforç produït per traccions en una peça degudes als esforços tangencials originats per una càrrega localitzada en una superfície petita d'un element bidireccional de formigó, al voltant del seu suport. Aquest esforç de punxonament produeix un efecte puntual sobre el seu pla de suport. Pot produir-se en la trobada d'un pilar amb el forjat, o en fonamentacions superficials. Cal tenir en compte que aquest efecte pot aparèixer en els forjats reticulars i en lloses massisses. En aquests forjats el punxonament produeix un trencament de la placa al voltant del pilar on recolza, ja sigui de forma troncocònica o troncopiramidal (segons sigui el pilar, de secció circular o rectangular) i la seva directriu és el punt carregat. La superfície crítica de punxonament és la superfície de trencament, que abasta el perímetre on dona suport a la llosa i s'eleva amb un angle entre 30 º i 45 º.